# 5,45×39mm
5,45x39mm M74 là loại đạn súng trường tấn công nổi tiếng của Liên Xô được thiết kế và đưa vào sử dụng năm 1974 cho súng trường tấn công mới AK-74, nhằm thay thế cho loại đạn 7.62x39mm dùng trên súng trường AK-47 và AKM. 5,45 mm là cỡ nòng (đường kính trong nòng súng), nhỏ hơn so với của đạn 7,62x39mm M43. 39 mm là chiều dài vỏ đạn (làm tròn), không đổi so với đạn 7,62x39mm M43. M74 là ký hiệu cho kiểu năm 1974 - năm thiết kế của đạn.
Đạn 5,45x39mm là một ví dụ về xu hướng giảm kích thước đạn nhằm mục đích tăng số lượng đạn mà người lính có thể mang theo do giảm trọng lượng. Đạn 5,45x39mm còn làm giảm độ giật của súng. Thí nghiệm về năng lượng giật tự do của súng AK-74 dùng đạn 5,45×39 mm là 3390 J so với 6440 J ở súng M16 dùng đạn 5.56×45mm NATO và 7,19 J (5,30 ft⋅lb) ở súng AKM dùng đạn 7,62×39mm M43.
Tuy nhiên, đánh đổi lấy việc đạn nhẹ hơn và sức giật nhỏ hơn, sức xuyên phá của đạn cũng thấp hơn so với đạn 7,62×39mm M43, giảm khả năng đối phó với những mục tiêu có trang bị áo giáp chống đạn. Vì mỗi loại đạn đều có ưu-nhược điểm nên M74 không thay thế hoàn toàn M43, và M43 chưa bao giờ bị loại hoàn toàn khỏi biên chế Quân đội Nga, cũng như các phiên bản súng AKM, RPD và RPK cũng dùng đạn M43. Tùy học thuyết quân sự mà nhiều nước vẫn chọn M43 làm loại đạn chủ yếu cho quân đội chứ không chuyển sang dùng đạn M74.

## Lịch sử
Vào giữa thế kỷ 20, trên thế giới đã có xu hướng chuyển sang giảm cỡ đạn của súng trường bộ binh. Vào những năm 1960, Mỹ đã phát triển súng trường tự động M16 sử dụng loại đạn 5,56x45mm NATO. Sau khi nghiên cứu kết quả hoạt động của M16, Liên Xô quyết định đi theo xu hướng này. Các nhà thiết kế Liên Xô đã phát triển loại đạn cỡ nhỏ nhờ đó mà đường đạn phẳng hơn, tầm bắn xa hơn, sức giật nhẹ hơn, độ chính xác cao hơn và đầu những năm 1970 đã xuất hiện loại đạn cỡ 5,45mm đáp ứng tất cả các yêu cầu của Quân đội Liên Xô.
Đạn 7,62x39mm M43 nặng 16 gram, còn đạn 5,45x39mm M74 chỉ nặng 10 gram. Nếu người lính có thể đeo được tám băng đạn thì nó nhẹ hơn gần 1,5 kg. Sức giật của súng đã giảm đi, độ rung giảm đi, độ chụm tăng lên, nhờ đó súng trường bắn chính xác hơn. Đến năm 1974, loại đạn mới đã được sửa đổi và nâng cấp cho súng trường tấn công tiêu chuẩn Kalashnikov và súng máy hạng nhẹ RPK-74 được phát triển trên cơ sở AK-74.
Tuy nhiên đến thập niên 2000 thì có những ý kiến cho rằng nên quay lại sử dụng đạn 7,62mm vì nó có sức xuyên phá cao hơn, đủ để xuyên thủng các loại áo giáp chống đạn đang ngày càng bền chắc hơn. Do đó, khẩu súng trường AK-103 được thiết kế để dùng lại loại đạn 7.62x39mm M43.

## Các biến thể
- 7N5: Thiết kế nguyên thủy, cải tiến thu nhỏ đạn từ đạn 7,62×39mm M43, sản xuất năm 1974.
- 7N6: Phiên bản cải tiến năm 1987, với lớp chì mỏng bọc lõi thép đầu đạn để tạo hiệu ứng xuyên giống đạn chống tăng phức hợp có lõi cứng.
- 7N10: phát triển thập niên 1990, với hình dáng đầu đạn thay đổi, bỏ hang rỗng ở chóp đầu, lõi thép nhỏ hơn, chóp đầu được kéo dài ra.
- 7N22: Phiên bản phát triển tiếp theo, với lõi gang carbon cao, vỏ đồng mềm đệm chì, đầu đạn làm thuôn dài.

## Liên kết ngoài

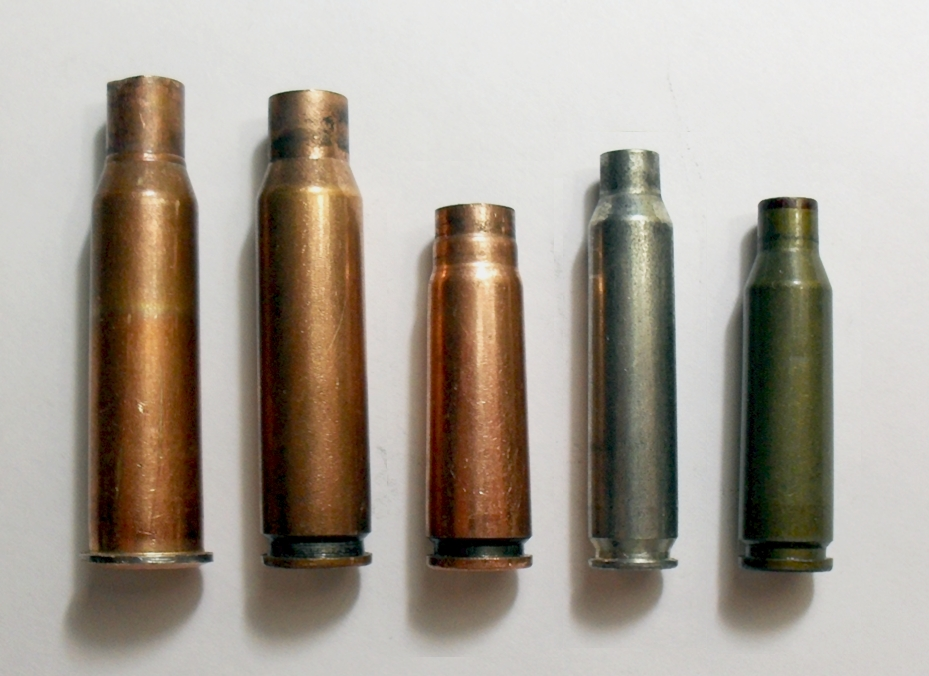
So sánh các cỡ đạn khác nhau. Lần lượt từ trái sang phải là 7.62x54mmR (Đế quốc Nga), 7.62x51mm NATO (các nước NATO), 7,62x39mm M43 (Liên Xô), 5.56x45mm NATO (Hoa Kỳ), 5,45×39mm M74 (Liên Xô)